# Copa Libertadores de Futsal 2014
La Copa Libertadores de fútbol sala 2014 es la decimotercera edición del torneo, que enfrenta a los mejores clubes de fútbol sala de América del Sur, organizada por la CONMEBOL. El torneo inició el 21 de abril del 2014 y finalizó el 27 de abril del mismo año. Participaron equipos de cinco países: Argentina, Brasil, Chile, Paraguay y Uruguay

## Equipos participantes
- Atlantico Erechim (BRA)
- America del Sud (ARG)
- Old Christians (URU)
- Sport Colonial (PAR)
- Palestino (CHI)
- Boca Juniors (ARG)
- Intelli/Oberlandia (BRA)
- Star’s Club (PAR)
- Peñarol (URU)
- Deportes Concepción (CHI)

## Sistema de juego
Se dividieron los diez equipos de la zona sur (Argentina, Brasil, Chile, Paraguay y Uruguay) en dos grupos de cinco equipos cada uno, los dos primeros de cada grupo se enfrentaran en llaves por eliminación directa en semifinales, tercer lugar y la final. Los equipos de la Zona Norte no realizaron el torneo de su zona, por tal razón el campeón de la Zona Sur fue proclamado automáticamente el campeón de la Copa Libertadores de futsal 2014.

## Zona Sur
Disputada del 21 al 27 de abril.

### Grupo A
| Equipo            | Pts | PJ | PG | PE | PP | GF | GC | DG  |
| ----------------- | --- | -- | -- | -- | -- | -- | -- | --- |
| Atlántico Erechim | 12  | 4  | 4  | 0  | 0  | 24 | 3  | 21  |
| América del Sud   | 9   | 4  | 3  | 0  | 1  | 16 | 10 | 6   |
| Old Christians    | 6   | 4  | 2  | 0  | 2  | 10 | 9  | 1   |
| Sport Colonial    | 3   | 4  | 1  | 0  | 3  | 8  | 20 | -12 |
| Palestino         | 0   | 4  | 0  | 0  | 4  | 2  | 18 | -16 |

| \| Fecha \| Lugar \| Local \| Resultado \| Visitante \| \| ----------- \| ------- \| ----------------- \| --------- \| ----------------- \| \| 21 de abril \| Erechim \| Sport Colonial \| 2 - 5 \| Old Christians \| \| 21 de abril \| Erechim \| Atlántico Erechim \| 4 - 2 \| América del Sud \| \| 22 de abril \| Erechim \| Old Christians \| 1 - 0 \| Palestino \| \| 22 de abril \| Erechim \| Atlántico Erechim \| 10 - 1 \| Sport Colonial \| \| 23 de abril \| Erechim \| América del Sud \| 6 - 0 \| Palestino \| \| 23 de abril \| Erechim \| Atlántico Erechim \| 2 - 0 \| Old Christians \| \| 24 de abril \| Erechim \| América del Sud \| 3 - 2 \| Sport Colonial \| \| 24 de abril \| Erechim \| Palestino \| 0 - 8 \| Atlántico Erechim \| \| 25 de abril \| Erechim \| Old Christians \| 4 - 5 \| América del Sud \| \| 25 de abril \| Erechim \| Palestino \| 2 - 3 \| Sport Colonial \| |         |                   |           |                   |
| Fecha | Lugar   | Local             | Resultado | Visitante         |
| 21 de abril | Erechim | Sport Colonial    | 2 - 5     | Old Christians    |
| 21 de abril | Erechim | Atlántico Erechim | 4 - 2     | América del Sud   |
| 22 de abril | Erechim | Old Christians    | 1 - 0     | Palestino         |
| 22 de abril | Erechim | Atlántico Erechim | 10 - 1    | Sport Colonial    |
| 23 de abril | Erechim | América del Sud   | 6 - 0     | Palestino         |
| 23 de abril | Erechim | Atlántico Erechim | 2 - 0     | Old Christians    |
| 24 de abril | Erechim | América del Sud   | 3 - 2     | Sport Colonial    |
| 24 de abril | Erechim | Palestino         | 0 - 8     | Atlántico Erechim |
| 25 de abril | Erechim | Old Christians    | 4 - 5     | América del Sud   |
| 25 de abril | Erechim | Palestino         | 2 - 3     | Sport Colonial    |

### Grupo B
| Equipo              | Pts | PJ | PG | PE | PP | GF | GC | DG  |
| ------------------- | --- | -- | -- | -- | -- | -- | -- | --- |
| Boca Juniors        | 10  | 4  | 3  | 1  | 0  | 18 | 3  | 15  |
| Intelli/Oberlandia  | 9   | 4  | 3  | 0  | 1  | 22 | 14 | 8   |
| Star´s Club         | 4   | 4  | 1  | 1  | 2  | 16 | 14 | 2   |
| Peñarol             | 3   | 4  | 1  | 0  | 3  | 13 | 20 | -7  |
| Deportes Concepción | 3   | 4  | 1  | 0  | 3  | 7  | 25 | -18 |

| \| Fecha \| Lugar \| Local \| Resultado \| Visitante \| \| ----------- \| ------- \| ------------------- \| --------- \| ------------------- \| \| 21 de abril \| Erechim \| Peñarol \| 1 - 4 \| Boca Juniors \| \| 21 de abril \| Erechim \| Star´s Club \| 7 - 1 \| Deportes Concepción \| \| 22 de abril \| Erechim \| Peñarol \| 1 - 4 \| Deportes Concepción \| \| 22 de abril \| Erechim \| Star´s Club \| 4 - 7 \| Intelli/Oberlandia \| \| 23 de abril \| Erechim \| Boca Juniors \| 1 - 1 \| Star´s Club \| \| 23 de abril \| Erechim \| Deportes Concepción \| 1 - 7 \| Intelli/Oberlandia \| \| 24 de abril \| Erechim \| Peñarol \| 6 - 8 \| Intelli/Oberlandia \| \| 24 de abril \| Erechim \| Boca Juniors \| 10 - 1 \| Deportes Concepción \| \| 25 de abril \| Erechim \| Star´s Club \| 4 - 5 \| Peñarol \| \| 25 de abril \| Erechim \| Intelli/Oberlandia \| 0 - 3 \| Boca Juniors \| |         |                     |           |                     |
| Fecha | Lugar   | Local               | Resultado | Visitante           |
| 21 de abril | Erechim | Peñarol             | 1 - 4     | Boca Juniors        |
| 21 de abril | Erechim | Star´s Club         | 7 - 1     | Deportes Concepción |
| 22 de abril | Erechim | Peñarol             | 1 - 4     | Deportes Concepción |
| 22 de abril | Erechim | Star´s Club         | 4 - 7     | Intelli/Oberlandia  |
| 23 de abril | Erechim | Boca Juniors        | 1 - 1     | Star´s Club         |
| 23 de abril | Erechim | Deportes Concepción | 1 - 7     | Intelli/Oberlandia  |
| 24 de abril | Erechim | Peñarol             | 6 - 8     | Intelli/Oberlandia  |
| 24 de abril | Erechim | Boca Juniors        | 10 - 1    | Deportes Concepción |
| 25 de abril | Erechim | Star´s Club         | 4 - 5     | Peñarol             |
| 25 de abril | Erechim | Intelli/Oberlandia  | 0 - 3     | Boca Juniors        |

## Semifinales Zona Sur
Se jugaron el 26 de abril enfrentándose el (1°) primero del grupo A vs (2°) segundo del grupo B y el (1°) primero del grupo B vs (2°) segundo del grupo A.
| 26 de abril de 2014, 19:30 (UTC-3) | Boca Juniors | 4:0 | América del Sud |             |  |
|                                    |              |     |                 | Árbitro(s): |  |

| 26 de abril de 2014, 21:00 (UTC-3) | Atlántico Erechim | 4:3 | Intelli/Oberlandia |             |  |
|                                    |                   |     |                    | Árbitro(s): |  |

## Tercer lugar Zona Sur
Jugado el 27 de abril.
| 27 de abril de 2014, 19:30 (UTC-3) | Intelli/Oberlandia | 7:2 | América del Sud |             |  |
|                                    |                    |     |                 | Árbitro(s): |  |

## Final Zona Sur
Jugada el 27 de abril.
| 27 de abril de 2014, 21:00 (UTC-3) | Atlántico Erechim | 3:2 | Boca Juniors |             |  |
|                                    |                   |     |              | Árbitro(s): |  |

|                                       |
| Bandera de Brasil                     |
| Campeón Atlántico Erechim 1.er título |